# Печерін Володимир Сергійович
Володи́мир Сергі́йович Пече́рін (1807, Димерка (тепер Велика Димерка, Київщина,— 17 квітня 1885, Дублін, Ірландія) — російський письменник, еллініст, релігійний мислитель, священик-редемпторист, анти-імперець, політичний емігрант.

## Біографія
Навчався в Петербурзькому університеті. Відбував військову службу в Новомиргороді.
Після навчання був відряджений за кордон для підготовки до професорського звання. В 1836 році посів кафедру грецької літератури в Московському університеті. За відгуками сучасників, лекції Володимира Печоріна відзначалися оригінальністю й мистецькою досконалістю, супроводжувалися високохудожніми перекладами-експромтами з грецької поезії.
Провінційна атмосфера, що панувала на той час в російській вищій освіті, пригнічувала Володимира Печоріна й він вирішив залишити імперію. Вирвавшись на волю, Печорін прийняв католицизм (став ченцем редемптористського ордену). На початку 1850-х років був священиком в Англії. Листувався з Герценом, в листах до якого відстоював інтереси католицької церкви.
У Росії,— вважав Володимир Печерін,— переважає прагматичний матеріалізм, ігноруються духовні цінності.
Володимир Печерін поселився в Ірландії, де виявив себе переконаним противником протестантизму. Навіть вдався до публічного акту — спалення на майдані протестантської Біблії, за що був підданий суду.
В молодості В. Печерін був талановитим поетом, писав літературознавчі статті, зокрема, присвячені філософії Софокла. Його поезії «Торжество смерті» та «Полікрат Самоський» були помічені читаючою публікою.
Загальний настрій поетичної творчості Володимира Печеріна — оспівування неземних мрій про радість потойбічного (небесного) людського існування.